# Ctenotus striaticeps
Espèce
Ctenotus striaticeps est une espèce de sauriens de la famille des Scincidae.

## Répartition
Cette espèce est endémique d'Australie. Elle se rencontre au Queensland et dans le Territoire du Nord.

## Publication originale
- Storr, 1978 : Notes on the Ctenotus (Lacertilia, Scincidae) of Queensland. Records of the Western Australian Museum, vol. 6, no 3, p. 319-332 (texte intégral).